# Mosquée Najiaying
La Mosquée Najiaying est une mosquée située dans le Bourg de Nagu (纳古镇), sur le Xian de Tonghai, dans la province du Yunnan, en République populaire de Chine.
Sa construction commença en 1370, sous la dynastie Ming, lors de la troisième année de règne de Hongwu.
Des travaux commencèrent en 2001 pour rénover la mosquée, qui finirent le 2 octobre 2004. Cette nouvelle construction à une surface de 10 000 m2, et peut contenir plus de 3000 personnes. Elle comporte un dôme et quatre minarets culminants à 72 mètres de haut.
En mai 2023, un projet de destruction d'une partie de la mosquée par les autorités provoque une manifestation où des musulmans ont affronté la police.